# Seriell databuss

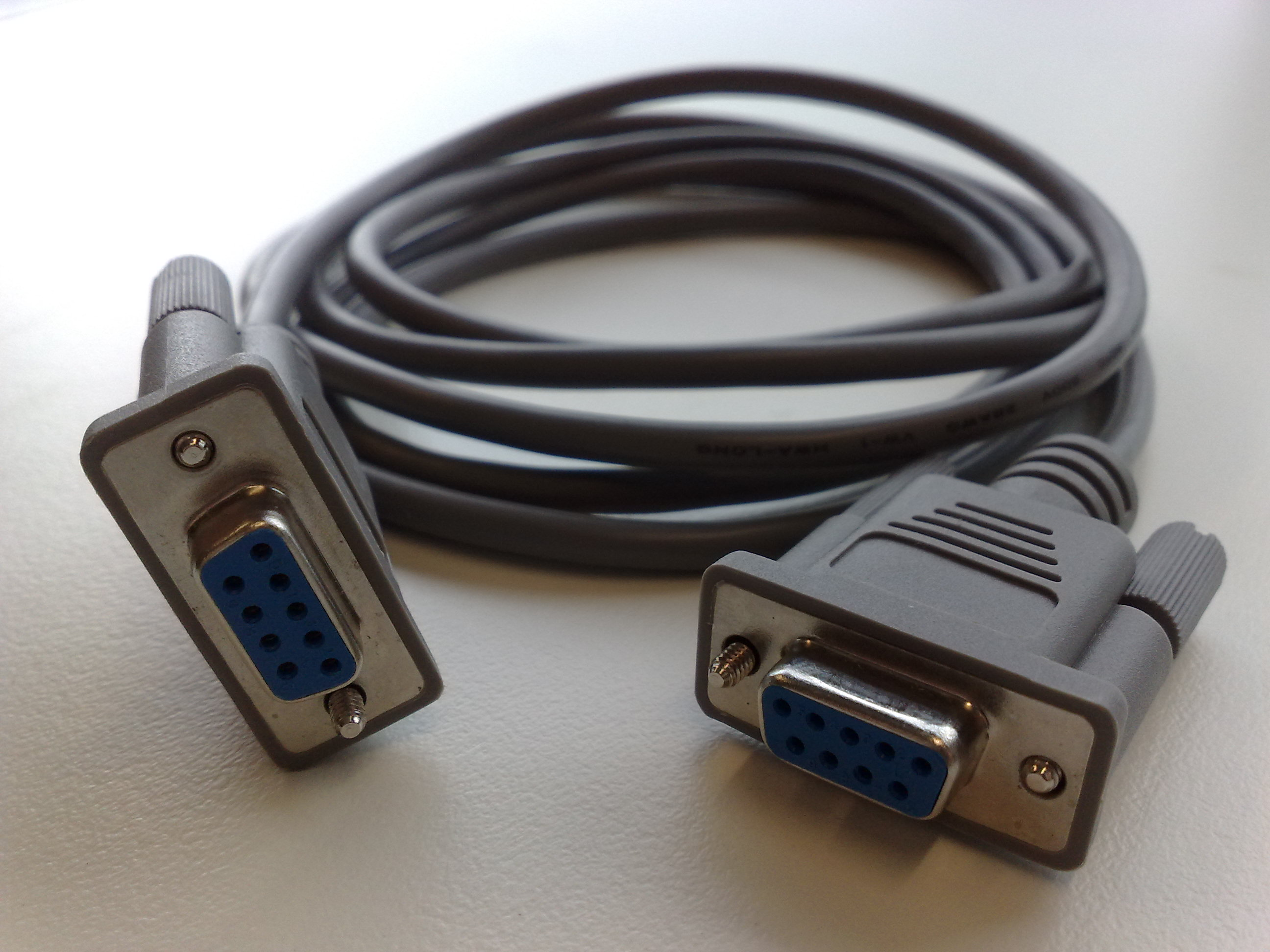
Kabel för RS-232 kommunikation

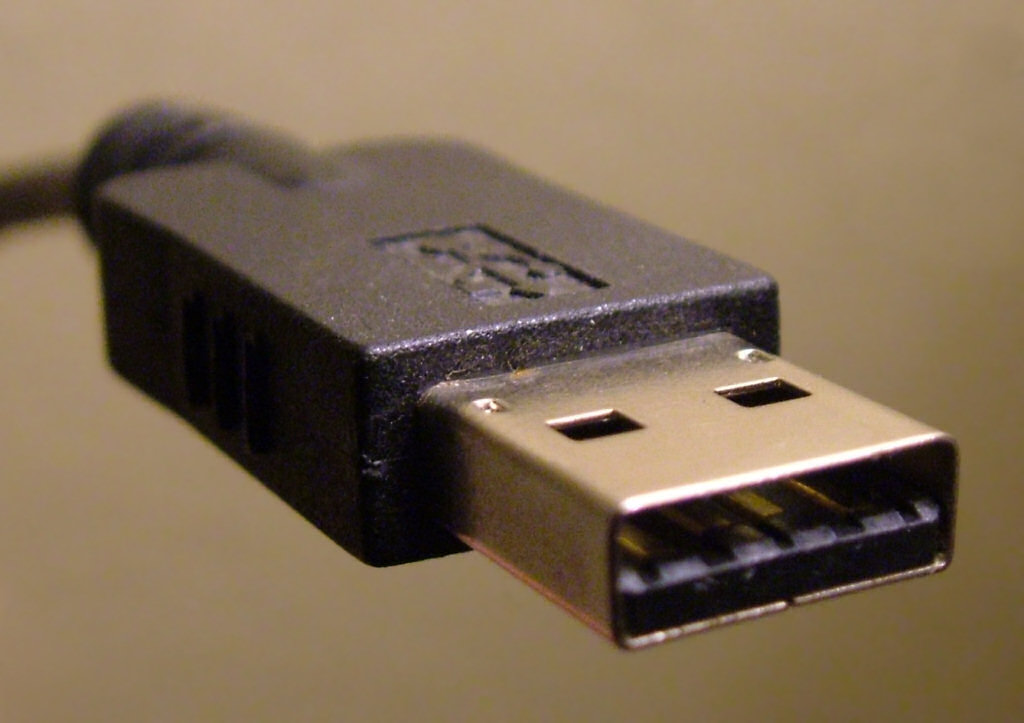
USB Hane typ A

En seriell databuss är en databuss där data skickas med informationsbärarna efter varandra. Till exempel EIA-232, Ethernet, USB, eller CAN. Istället för olika ledare så skickas all information i en viss ordning. Mottagaren är medveten om ordningen.